# Дуйсен, Абылайхан Багланулы
Абылайхан Багланулы Дуйсен (каз. Абылайхан Бағланұлы Дүйсен; 3 июня 1994, Шымкент, Казахстан) — казахстанский футболист, вратарь казахстанского клуба «Академия Онтустик».

## Карьера
Футбольную карьеру начал в 2012 году в составе клуба «Байтерек».
В 2014 году на правах аренды играл за дублирующий состав «Ордабасы».
В 2016 году подписал контракт с клубом «Астана».
В 2017 году на правах аренды перешёл в латвийский клуб «Спартак» Юрмала.
В 2018 году перешёл в «Шахтёр» Караганда.

## Достижения

### Командные
«Астана»
- Чемпион Казахстана (2): 2016, 2017
- Обладатель Суперкубка Казахстана (1): 2016
- Обладатель Кубка Казахстана (1): 2016